# Leidersbach
Leidersbach è un comune tedesco di 4 972 abitanti, situato nel land della Baviera.